# Wereldkampioenschappen schaatsen afstanden 2003

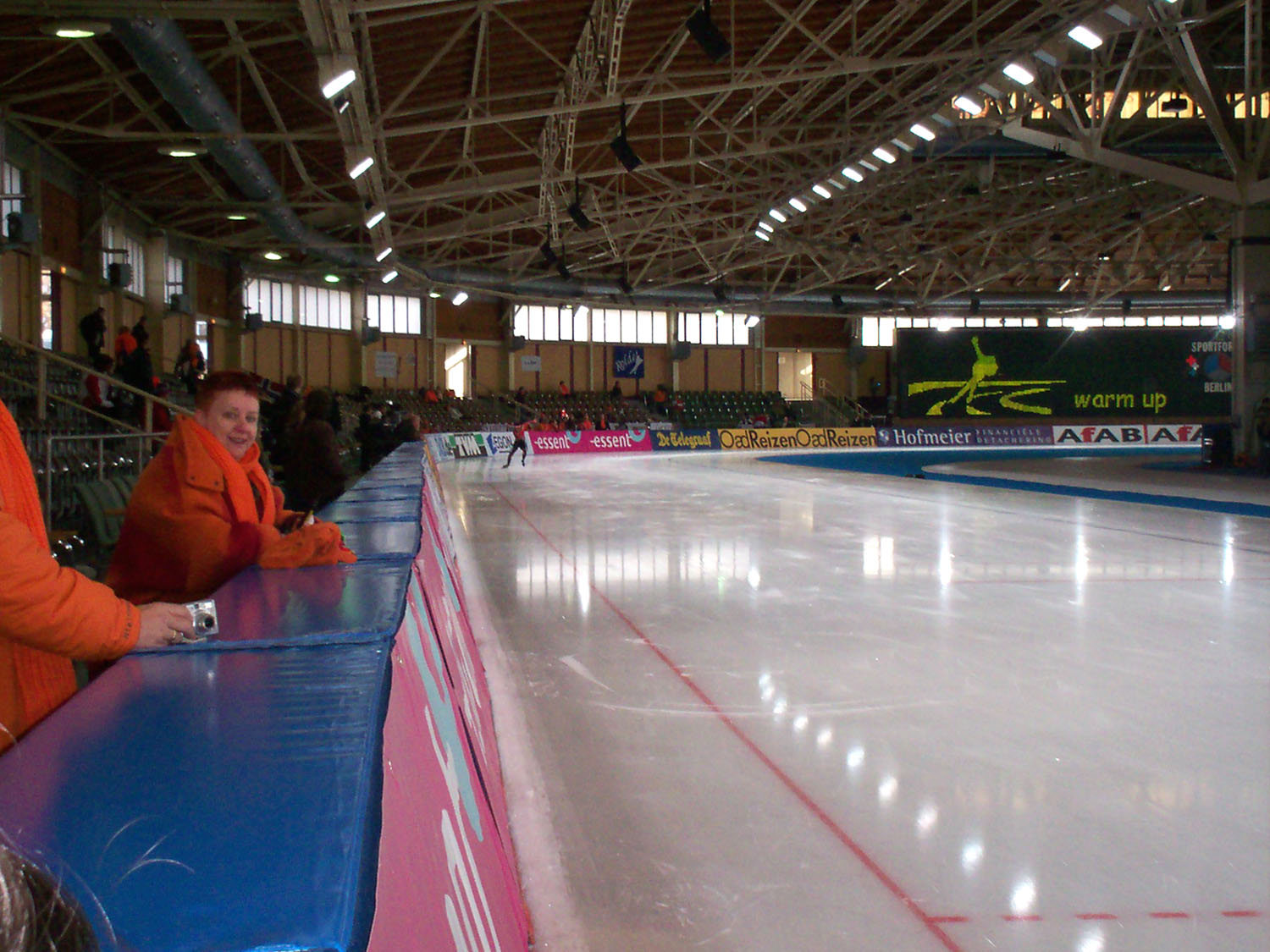
Sportforum Hohenschönhausen Berlijn

De wereldkampioenschappen afstanden 2003 op de schaats werden van vrijdag 14 tot en met zondag 16 maart gehouden in de schaatshal Sportforum Hohenschönhausen in Berlijn, Duitsland.
Na een seizoen zonder WK afstanden vanwege de Olympische Winterspelen in Salt Lake City, werd er weer gestreden om de titel 's werelds beste per afstand. Het was het zevende kampioenschap WK afstanden.

## Schema
Het toernooi werd verreden volgens onderstaand programma.
| Datum                  | Onderdeel                                                                              |
| ---------------------- | -------------------------------------------------------------------------------------- |
| vrijdag 14 maart 2003  | 500 meter mannen 1e run 500 meter mannen 2e run 5000 meter mannen 1500 meter vrouwen   |
| zaterdag 15 maart 2003 | 1500 meter mannen 500 meter vrouwen 1e run 500 meter vrouwen 2e run 3000 meter vrouwen |
| zondag 16 maart 2003   | 1000 meter mannen 10.000 meter mannen 1000 meter vrouwen 5000 meter vrouwen            |

## 500 meter mannen
| #      | Schaatser          | Land             | Tijd    | 1e 500m    | 2e 500m    |
| ------ | ------------------ | ---------------- | ------- | ---------- | ---------- |
| Goud   | Jeremy Wotherspoon | Canada           | 1.09,97 | 35,12 (1)  | 34,85 (1)  |
| Zilver | Hiroyasu Shimizu   | Japan            | 1.10,36 | 35,19 (2)  | 35,17 (3)  |
| Brons  | Erben Wennemars    | Nederland        | 1.10,54 | 35,53 (3)  | 35,01 (2)  |
| 4      | Gerard van Velde   | Nederland        | 1.11,05 | 35,67 (5)  | 35,38 (5)  |
| 5      | Jan Bos            | Nederland        | 1.11,19 | 35,69 (8)  | 35,50 (6)  |
| 6      | Joey Cheek         | Verenigde Staten | 1.11,22 | 35,68 (6)  | 35,54 (7)  |
| 7      | Masaaki Kobayashi  | Japan            | 1.11,26 | 35,89 (12) | 35,37 (4)  |
| 8      | Kip Carpenter      | Verenigde Staten | 1.11,36 | 35,77 (10) | 35,59 (8)  |
| 9      | Dmitri Lobkov      | Rusland          | 1.11,46 | 35,63 (4)  | 35,83 (12) |
| 10     | Janne Hänninen     | Finland          | 1.11,57 | 35,79 (11) | 35,78 (10) |

## 1000 meter mannen
| #      | Schaatser          | Land             | Tijd    |
| ------ | ------------------ | ---------------- | ------- |
| Goud   | Erben Wennemars    | Nederland        | 1.09,71 |
| Zilver | Gerard van Velde   | Nederland        | 1.10,52 |
| Brons  | Joey Cheek         | Verenigde Staten | 1.10,94 |
| 4      | Janne Hänninen     | Finland          | 1.11,01 |
| 5      | Nick Pearson       | Canada           | 1.11,19 |
| 6      | Hiroyasu Shimizu   | Japan            | 1.11,30 |
| =      | Dmitri Lobkov      | Rusland          | 1.11,30 |
| 8      | Choi Jae-bong      | Zuid-Korea       | 1.11,35 |
| 9      | Jeremy Wotherspoon | Canada           | 1.11,44 |
| 10     | Lee Kyou-hyuk      | Zuid-Korea       | 1.11,57 |

## 1500 meter mannen
| #      | Schaatser          | Land             | Tijd    |
| ------ | ------------------ | ---------------- | ------- |
| Goud   | Erben Wennemars    | Nederland        | 1.47,80 |
| Zilver | Ralf van der Rijst | Nederland        | 1.48,46 |
| Brons  | Joey Cheek         | Verenigde Staten | 1.48,56 |
| 4      | Jevgeni Lalenkov   | Rusland          | 1.48,98 |
| 5      | Derek Parra        | Verenigde Staten | 1.49,03 |
| 6      | Ids Postma         | Nederland        | 1.49,15 |
| 7      | Janne Hänninen     | Finland          | 1.49,28 |
| 8      | Petter Andersen    | Noorwegen        | 1.49,64 |
| 9      | Ivan Skobrev       | Rusland          | 1.49,88 |
| 10     | Chris Callis       | Verenigde Staten | 1.50,19 |

## 5000 meter mannen
| #      | Schaatser         | Land             | Tijd    |
| ------ | ----------------- | ---------------- | ------- |
| Goud   | Jochem Uytdehaage | Nederland        | 6.25,29 |
| Zilver | Bob de Jong       | Nederland        | 6.25,76 |
| Brons  | Carl Verheijen    | Nederland        | 6.30,46 |
| 4      | Paweł Zygmunt     | Polen            | 6.33,77 |
| 5      | Chad Hedrick      | Verenigde Staten | 6.35,19 |
| 6      | KC Boutiette      | Verenigde Staten | 6.37,12 |
| 7      | Eskil Ervik       | Noorwegen        | 6.37,51 |
| 8      | Artjom Detisjev   | Rusland          | 6.38,06 |
| 9      | Enrico Fabris     | Italië           | 6.38,24 |
| 10     | Derek Parra       | Verenigde Staten | 6.40,50 |

## 10.000 meter mannen
| #      | Schaatser       | Land      | Tijd     |
| ------ | --------------- | --------- | -------- |
| Goud   | Bob de Jong     | Nederland | 13.21,33 |
| Zilver | Carl Verheijen  | Nederland | 13.31,53 |
| Brons  | Lasse Sætre     | Noorwegen | 13.40,69 |
| 4      | Henk Angenent   | Nederland | 13.41,84 |
| 5      | Joeri Kochanets | Rusland   | 13.49,22 |
| 6      | Artjom Detisjev | Rusland   | 13.50,29 |
| 7      | Eskil Ervik     | Noorwegen | 13.50,95 |
| 8      | Paweł Zygmunt   | Polen     | 13.51,86 |
| 9      | Frank Dittrich  | Duitsland | 13.54,14 |
| 10     | Bart Veldkamp   | België    | 13.54,20 |

## 500 meter vrouwen
| #      | Schaatser                 | Land        | Tijd    | 1e 500m    | 2e 500m   |
| ------ | ------------------------- | ----------- | ------- | ---------- | --------- |
| Goud   | Monique Enfeldt-Garbrecht | Duitsland   | 1.17,17 | 38,67 (3)  | 38,50 (1) |
| Zilver | Wang Manli                | China       | 1.17,29 | 38,54 (2)  | 38,75 (4) |
| Brons  | Anzjelika Kotjoega        | Wit-Rusland | 1.17,30 | 38,51 (1)  | 38,79 (6) |
| 4      | Catriona LeMay-Doan       | Canada      | 1.17,44 | 38,72 (4)  | 38,72 (3) |
| 5      | Shihomi Shinya            | Japan       | 1.17,50 | 38,84 (5)  | 38,66 (2) |
| 6      | Sayuri Osuga              | Japan       | 1.17,60 | 38,84 (5)  | 38,76 (5) |
| 7      | Svetlana Zjoerova         | Rusland     | 1.17,81 | 38,96 (7)  | 38,85 (7) |
| 8      | Yukari Watanabe           | Japan       | 1.18,48 | 39,27 (8)  | 39,21 (8) |
| 9      | Marianne Timmer           | Nederland   | 1.18,72 | 39,47 (10) | 39,25 (9) |
| 10     | Pamela Zoellner-Fischer   | Duitsland   | 1.18,75 | 39,50 (11) | 39,25 (9) |

## 1000 meter vrouwen
| #      | Schaatser                 | Land             | Tijd    |
| ------ | ------------------------- | ---------------- | ------- |
| Goud   | Anni Friesinger           | Duitsland        | 1.16,85 |
| Zilver | Jennifer Rodriguez        | Verenigde Staten | 1.17,28 |
| Brons  | Cindy Klassen             | Canada           | 1.17,36 |
| 4      | Marianne Timmer           | Nederland        | 1.17,96 |
| 5      | Anzjelika Kotjoega        | Wit-Rusland      | 1.17,98 |
| 6      | Monique Enfeldt-Garbrecht | Duitsland        | 1.18,19 |
| 7      | Catriona LeMay-Doan       | Canada           | 1.18,47 |
| 8      | Svetlana Zjoerova         | Rusland          | 1.18,48 |
| 9      | Chris Witty               | Verenigde Staten | 1.18,53 |
| 10     | Becky Sundstrom           | Verenigde Staten | 1.18,79 |

## 1500 meter vrouwen
| #      | Schaatser          | Land             | Tijd    |
| ------ | ------------------ | ---------------- | ------- |
| Goud   | Anni Friesinger    | Duitsland        | 1.57,43 |
| Zilver | Maki Tabata        | Japan            | 1.59,30 |
| Brons  | Jennifer Rodriguez | Verenigde Staten | 1.59,31 |
| 4      | Barbara de Loor    | Nederland        | 1.59,60 |
| 5      | Eriko Ishino       | Japan            | 2.00,39 |
| 6      | Renate Groenewold  | Nederland        | 2.00,68 |
| 7      | Daniela Anschütz   | Duitsland        | 2.00,86 |
| 8      | Katrin Kalex       | Duitsland        | 2.00,89 |
| 9      | Becky Sundstrom    | Verenigde Staten | 2.01,09 |
| 10     | Cindy Klassen      | Canada           | 2.01,20 |

## 3000 meter vrouwen
| #      | Schaatser              | Land             | Tijd    |
| ------ | ---------------------- | ---------------- | ------- |
| Goud   | Anni Friesinger        | Duitsland        | 4.06,07 |
| Zilver | Claudia Pechstein      | Duitsland        | 4.07,99 |
| Brons  | Gretha Smit            | Nederland        | 4.08,91 |
| 4      | Clara Hughes           | Canada           | 4.10,16 |
| 5      | Catherine Raney        | Verenigde Staten | 4.13,62 |
| 6      | Kristina Groves        | Canada           | 4.13,63 |
| 7      | Eriko Ishino           | Japan            | 4.14,34 |
| 8      | Daniela Anschütz       | Duitsland        | 4.14,54 |
| 9      | Jenita Hulzebosch-Smit | Nederland        | 4.15,52 |
| 10     | Svetlana Vysokova      | Rusland          | 4.15,66 |

## 5000 meter vrouwen
| #      | Schaatser              | Land             | Tijd    |
| ------ | ---------------------- | ---------------- | ------- |
| Goud   | Claudia Pechstein      | Duitsland        | 7.04,52 |
| Zilver | Clara Hughes           | Canada           | 7.06,31 |
| Brons  | Gretha Smit            | Nederland        | 7.06,34 |
| 4      | Jenita Hulzebosch-Smit | Nederland        | 7.09,98 |
| 5      | Catherine Raney        | Verenigde Staten | 7.15,70 |
| 6      | Kristina Groves        | Canada           | 7.17,38 |
| 7      | Svetlana Vysokova      | Rusland          | 7.18,07 |
| 8      | Barbara de Loor        | Nederland        | 7.18,56 |
| 9      | Katrin Kalex           | Duitsland        | 7.19,19 |
| 10     | Eriko Ishino           | Japan            | 7.23,90 |

## Medaillespiegel
| Plaats | Land             | Goud | Zilver | Brons | Totaal |
| 1      | Duitsland        | 5    | 1      | 0     | 6      |
| 2      | Nederland        | 4    | 4      | 4     | 12     |
| 3      | Canada           | 1    | 1      | 1     | 3      |
| 4      | Japan            | 0    | 2      | 0     | 2      |
| 5      | Verenigde Staten | 0    | 1      | 3     | 4      |
| 6      | China            | 0    | 1      | 0     | 1      |
| 7      | Noorwegen        | 0    | 0      | 1     | 1      |
| 8      | Wit-Rusland      | 0    | 0      | 1     | 1      |
| Totaal | Totaal           | 10   | 10     | 10    | 30     |